# Brasão de armas da Federação da Rodésia e Niassalândia
O brasão de armas da Federação da Rodésia e Niassalândia foi concebido po M.J. Morris (posteriormente Adido para a Informação do Alto Comissariado em Pretória, África do Sul) e foi concedido por Requerimento Real a 22 de Julho de 1954.

## Descrição heráldica
O seguinte é a descrição heráldica das Armas Estatais da Federação da Rodésia e Niassalândia:

### Timbre
Num virol das cores, uma Águia reguardant de asas abertas Or pousada sobre e segurando nas garras um Peixe Argent.

### Suportes
Dextra uma palanca-negra e sinistra um leopardo.

### Lema
Magni Esse Mereamur (Sejamos Merecedores de Grandeza)

### Escudo
Por faixa Azure e Sable no Chefe um Sol nascente Or e na base seis Palas onduladas Argent sobre tudo uma faixa em cauda de pomba contra-cauda de pomba da última daí um leão passant Gules.
Nota: O escudo componente das armas figura na bandeira da Federação

## Armas actuais
Estas armas não são usadas desde a dissolução da Federação, mas o brasão de armas da Zâmbia é composto pelo mesmo escudo e da mesma maneira que a Rodésia do Norte. No brasão de armas do Malawi há um sol nascente, embora posto em campo negro.